# هوراس دين
هوراس دين (بالإنجليزية: Horace Dean)‏ هو صحفي وطبيب وسياسي أمريكي، ولد في 10 نوفمبر 1814 في شيكاغو في الولايات المتحدة، وتوفي في 8 مايو 1887 في جرافتون في أستراليا.

## مناصب
- انتخب District Chairman of Angaston ‏ (1853 – ).
- انتخب Member of the Angaston District Council ‏ (15 يونيو 1853 – ).
- انتخب Justice of the Peace for South Australia ‏ (26 مارس 1851 – ).
- في Barossa colonial by-election, 1857 ‏، انتخب عضو مجلس النواب جنوب أستراليا من الجمعية عن دائرة Electoral district of Barossa [الإنجليزية]‏ وقد انضم خلال فترته النيابية ‏ (1 يونيو 1857 – 13 يونيو 1857)  للكتلة البرلمانية مستقل.
- انتخب عضو الجمعية التشريعية نيو ساوث ويلز.
- في 1857 South Australian colonial election [الإنجليزية]‏، انتخب عضو مجلس النواب جنوب أستراليا من الجمعية عن دائرة Electoral district of Barossa [الإنجليزية]‏ وقد انضم خلال فترته النيابية ‏ (9 مارس 1857 – 7 مايو 1857)  للكتلة البرلمانية مستقل.